# Arichanna plagiogramma
Arichanna plagiogramma är en fjärilsart som beskrevs av George Francis Hampson 1902. Arichanna plagiogramma ingår i släktet Arichanna och familjen mätare. Inga underarter finns listade i Catalogue of Life.